# Funeral for a Friend/Love Lies Bleeding
Funeral for a Friend/Love Lies Bleeding è una suite progressive composta ed interpretata dall'artista britannico Elton John; il testo di Love Lies Bleeding è di Bernie Taupin.

## I brani
In generale, Funeral for a Friend/Love Lies Bleeding rappresenta il riassunto di tutta la filosofia stilistica e compositiva eltoniana, con accordi possenti, voce calda e curata, pianoforte di contorno e una miscela tra l'allegra follia dei suoi spettacoli e la solennità della tecnica pianistica.
I due brani sono da considerarsi grandi espressioni del progressive rock, in assoluto due delle tracce più studiate dell'intero album di provenienza (Goodbye Yellow Brick Road del 1973, uno dei maggiori successi artistici e commerciali di Elton); la loro importanza è stata riconosciuta da autorevoli riviste. Nel 1978 sono stati pubblicati come singolo nel Regno Unito, con i brani We All Fall In Love Sometimes/Curtains sulla facciata B.

### Funeral for a Friend: 00:00 - 05:10
Il primo brano è un pezzo strumentale praticamente perfetto nel suo genere, dove viene messo particolarmente in evidenza il piano, ma anche la chitarra di Davey Johnstone, il basso di Dee Murray e la batteria di Nigel Olsson spiccano in maniera notevole. Il tecnico David Hentschel è presente al sintetizzatore ARP 2500, conferendo eleganza e solennità al pezzo attraverso le varie parti stilisticamente disparate. Elton creò Funeral for a Friend pensando al tipo di musica che avrebbe voluto al suo funerale: "Gus Dudgeon aveva sempre detto che avrei fatto uno strumentale, e un giorno ero davvero giù di morale e mi dissi: 'Che tipo di musica vorrei sentire al mio funerale?'. Mi è sempre piaciuta la musica dei funerali; mi piace la musica molto triste, di ogni tipo".
Il brano inizia in maniera macabra (da notare la presenza di un imponente organo nella intro), poi mentre tutto tace fa la sua comparsa con solennità il pianoforte di Elton, che viene via via accompagnato da tutti gli altri strumenti in perfetta simbiosi tra loro. Sembrano esserci delle influenze wagneriane, simili a quelle che interesseranno Jim Steinman (il quale due anni più tardi creerà Bat Out of Hell). Dopo vari virtuosismi, Funeral for a Friend culmina nel rock di Love Lies Bleeding. È stata comunque disgiunta spesso da quest'ultima nel corso di numerosi live (si pensi per esempio al live in Russia del 1979: Elton, al pianoforte e accompagnato solamente da Ray Cooper alle percussioni, unisce il pezzo a Tonight, proveniente dall'album Blue Moves del 1976; la versione dei due brani eseguiti in medley nel corso del tour del 1977 è stata inserita dalla rivista Rolling Stone tra le 10 migliori versioni acustiche di tutti i tempi di canzoni rock).

### Love Lies Bleeding: 05:11 - 11:08
Love Lies Bleeding è collegata al precedente strumentale da una serie di accordi che diventano via via più sferzanti. Mette in evidenza i cori formati principalmente dalla Elton John Band (Dee Murray, Nigel Olsson e Davey Johnstone). Il chitarrista Davey Johnstone si fa ben sentire soprattutto nella parte strumentale del brano tra un ritornello e l'altro, così come nel maestoso finale. Il titolo del brano significa letteralmente L'Amore Giace Sanguinando e il testo di Taupin, che potrebbe rispecchiare la fine di un romanzo, parla per l'appunto di una storia d'amore evidentemente finita male. Love Lies Bleeding rimane un classico eltoniano nei live, ed è stata eseguita numerose volte dal vivo insieme a Funeral for a Friend.

## Cover
Dei due brani esiste una cover eseguita dai Dream Theater nel loro album A Change of Seasons, mentre Love Lies Bleeding è stata eseguita dalla band Très Bien! nel talent show The Next Great American Band.